# 大鱗似美鰭魚
大鱗似美鰭魚，為輻鰭魚綱鱸形目隆頭魚亞目隆頭魚科的其中一種，分布於印度西太平洋區，從紅海、東非至新幾內亞，北起琉球群島，南迄豪勳爵島海域，棲息深度0-10公尺，本魚體細長，體色為亮綠色，尾柄部具有黑斑，背鰭硬棘9枚;背鰭軟條12-14枚;臀鰭硬棘3枚;臀鰭軟條12-14枚，體長可達16公分，棲息在海草生長的潟湖或紅樹林區，生活習性不明，可作為觀賞魚。